# NKカルロヴァツ1919
NKカルロヴァツ1919（NK Karlovac 1919）は、クロアチアのカルロヴァツをホームタウンとするサッカークラブである。

## 歴史
1919年にNKボラツ (NK Borac) として創設され、翌年にNSKカルロヴァツ (Nogometni Sportski Klub Karlovac) に改称された。第二次世界大戦が始まるとカルロヴァツとヴィクトリヤ、プリモラツが合併してŠKヴェレビト (Športski klub Velebit) が誕生、戦後の1946年にウダルニク (Udarnik) に改称、1948年から1954年までSDスラヴィヤ (Sportsko društvo Slavija) の名前で活動し、1954年にNKカルロヴァツ (NK Karlovac) に改称された。
ユーゴスラビア時代には1970年代初めにユーゴスラビア2部のユーゴスラビア・ドルガ・リーガに昇格し、1976年まで所属した。
クロアチア独立後は2部のドルガHNL、3部のトレチャHNLに所属した。2008-09シーズンにドルガHNLで2位になり、プルヴァHNLに初昇格した。3シーズン目の2011-12シーズンにプルヴァHNLから降格した。
2012年夏にNKカルロヴァツ1919 (NK Karlovac 1919) に改称された。カルロヴァツ1919最初の試合はザグレブ郡リーグ所属のNKヤスカとの試合で3-1で勝利した。2012-13シーズンは4部のカルロヴァツ郡最上位リーグに所属し、優勝した。

## 歴代所属選手
- ジョシップ・バリシッチ 2004, 2011
- 李サビク 2009
- マテイ・イェリッチ 2012
- ロヴレ・カリニッチ 2012